# Asclepias viridis
Asclepias viridis är en oleanderväxtart som beskrevs av Thomas Walter. Asclepias viridis ingår i släktet sidenörter, och familjen oleanderväxter. Inga underarter finns listade i Catalogue of Life.